# Сермяженка
Сермяженка (устар. Сергачма) — река в России, протекает по Андреапольскому и Торопецкому районам Тверской области. Впадает в озеро Наговье. Длина реки составляет 19 км.
Большая часть русла реки расположена в Андреапольском районе. На берегу реки стоят деревни Кунавино и Кушниково Бологовского сельского поселения. Устье реки находится на территории Торопецкого района

## Данные водного реестра
По данным государственного водного реестра России относится к Балтийскому бассейновому округу, водохозяйственный участок реки — Ловать и Пола, речной подбассейн реки — Волхов. Относится к речному бассейну реки Нева (включая бассейны рек Онежского и Ладожского озера).
Код объекта в государственном водном реестре — 01040200312102000023421.